# بيسانو
بيسانو هي بلدة صغيرة (بلدية) في مقاطعة نوفارا بمنطقة بيدمونت في إيطاليا، تقع على بعد حوالي 100كم (62ميل) شمال شرق تورينو وحوالي 40 كم (25 ميل) شمال نوفارا.
تحد بيسانو البلديات التالية: أرمينو، كولازا، ماينا، ونيبيونو.

## الجغرافيا والمناخ
تقع بلدية بيسانو على ارتفاع 396 مترًا، على جانب تلة ألتو فيرجانتي. تضم المنطقة العديد من الغابات والمروج والأنهار الصغيرة. توجد عند سفح التل مزارع بها دفيئات.
يتميز المناخ، الذي يتأثر بشدة ببحيرة ماجوري، بشتاء دافئ وصيف منعش. عادةً ما تكون فصلا الخريف والربيع ممطرين.

## المعالم السياحية الرئيسية

### كنيسة سانت أوزيبيو
تقع كنيسة الرعية في وسط القرية، وهي مخصصة للقديس أوزيبيو، أسقف فيرتشيلي في القرن الرابع، والمكابيين. وقد تم توسيعها خلال القرن السابع عشر. يوجد على الرواق جدارية كبيرة تمثل العذراء الرحمة.
المخطط على شكل صليب لاتيني مع ثلاث كنائس؛ تحتوي الأولى على خط المعمودية؛ والثانية، خلف المنبر، تحتوي على مذبح مخصص لسيدة الوردية، مع تماثيل القديس سيباستيان والقديس روش على الجانبين. كان يُصلى على هؤلاء القديسين قديمًا لحماية القرية من الأوبئة. الكنيسة الثالثة مخصصة الآن للقديس أوزيبيو.

### مصلى سيت أليجريز
يُخصص المصلى الصغير للسيدة العذراء مريم في سيت دولوري وسيت أليجريز.
يقع المصلى على جانب مجرى نهر ريو مادونا الصغير. وقد بُني قبل القرن السادس عشر.
تمثل اللوحة الجدارية الأكثر أهمية العذراء مريم مع ابنها على ذراعها اليمنى، بينما تحمل اليد الأخرى الكتاب المقدس؛ وفوق المجموعة توجد حمامة بيضاء ترمز إلى الروح القدس.
تم ترميم المبنى في القرن العشرين.